# 团西炎帝庙
团西炎帝庙，位于山西省晋城市高平市神龙镇团西村，是一处山西省文物保护单位。

## 建筑
团西炎帝庙前后二进院落，包括中轴线上的戏台、中殿、后殿，以及两侧的耳殿、配殿。

## 保护
2016年6月6日，团西炎帝庙公布为第五批山西省文物保护单位，古建筑类，编号5-102。